# Paul Elßenwenger
Paul Elßenwenger (* 22. Dezember 1875 in Bad Goisern; † 10. Oktober 1950) war ein österreichischer Blumen- und Landschaftsmaler.
Paul Elßenwenger wurde als Sohn des Fotografen Alois Els(s)enwenger geboren. Er wuchs in einem musischen Elternhaus auf. Als Kind begegnete er Emil Jakob Schindler mit seinem Schülerkreis. Der väterliche Freund Josef Steinbrecher vermittelte ihm sicherlich viele Anregungen.
Am 10. Oktober 1950 starb der Goiserer Maler im Alter von 75 Jahren.
An seinem Geburtshaus Goisern Nr. 76 wurde eine Gedenktafel mit folgender Inschrift angebracht: „In diesem Hause wurde Paul Elßenwenger am 22.12.1875 geboren. Als Landschaftsaquarellist gebührt ihm der Ehrenname ‚Der Maler von Goisern‘.“
| Personendaten    | Personendaten                     |
| ---------------- | --------------------------------- |
| NAME             | Elßenwenger, Paul                 |
| KURZBESCHREIBUNG | österreichischer Landschaftsmaler |
| GEBURTSDATUM     | 22. Dezember 1875                 |
| GEBURTSORT       | Bad Goisern                       |
| STERBEDATUM      | 10. Oktober 1950                  |